# Скрипкин, Юрий Константинович
Юрий Константинович Скрипкин (25 мая 1929, Курск — 29 августа 2016, Москва) — советский и российский учёный-медик, дерматовенеролог, педагог и общественный деятель, академик АМН СССР (1988, членкор 1984) и затем РАМН, а также Российской академии наук (с 2013). Доктор медицинских наук (1964), профессор (1968).
На протяжении 19 лет, с 1980 по 1999 год, возглавлял Центральный научно-исследовательский кожно-венерологический институт, затем до конца жизни его почётный научный руководитель как Государственного научного центра дерматовенерологии и косметологии. Профессор РНИМУ, с которым была связана практически вся его жизнь и где он порядка 40 лет заведовал кафедрой кожных и венерических болезней (1968—2008), затем её почётный заведующий как кафедры дерматовенерологии.
С 1971 по 2000 год возглавлял Всесоюзное (затем Российское) общество дерматовенерологов, многие годы являлся главным внештатным дерматовенерологом Минздрава СССР, а затем Российской Федерации.
Заслуженный деятель науки РФ (1999).
«Легендарный российский ученый, — называют Ю. К. Скрипкина в сообщении о его смерти на сайте РНИМУ, — один из крупнейших специалистов нашего времени, внесший важный вклад в развитие дерматовенерологии и создавший авторитетную научно-практическую школу».

## Биография
Родился в семье врачей: отец, Константин Александрович, был хирургом, мать — Татьяна Ивановна, терапевтом. Из 4-х детей семьи Скрипкиных — трое выбрали профессию врача. Окончил десять классов Курской средней школы № 5.
В 1954 году с отличием окончил Курский медицинский институт, где учился с 1948 года, уже на 4 курсе опубликовал свою первую научную работу, посвященную гипносуггестивной терапии дерматозов и предвосхитившую тему его кандидатской диссертации. С того же 1954 года обучался в клинической ординатуре на кафедре кожных и венерических болезней 2-го Московского государственного медицинского института им. Н. И. Пирогова. Наставником его там стал завкафедрой Михаил Митрофанович Желтаков. В 1955 г. командировался в Казахстан на целину.
С 1957 года работал на той же кафедре кожных и венерических болезней 2-го Московского государственного медицинского института асситентом, с 1964 года её доцент и в том же году стал профессором, с 1968 года — заведующий кафедрой кожных и венерических болезней, впоследствии почетный зав. кафедрой дерматовенерологии РНИМУ; c 1963 по 1970 г. научный руководитель Студенческого научного общества института, декан его педиатрического факультета с 1970 по 1974 г. В 1959 г. защитил кандидатскую «Гипносуггестивная и условнорефлекторная терапия некоторых дерматозов», а в 1964 г. докторскую «Нейродерматозы (этиология, патогенез, лечение)» диссертации.
С 1980 по 1999 год директор Центрального научно-исследовательского кожно-венерологического института (ЦНИКВИ Минздрава СССР, затем РФ). С  2000 года до конца жизни его почётный научный руководитель, впоследствии — как Государственного научного центра дерматовенерологии и косметологии.
В 1984 году избран членом-корреспондентом Академии медицинских наук СССР, а в 1988 году — действительным членом (академиком), в дальнейшем стал академиком РАМН. В 2013 году после присоединения РАМН к РАН стал академиком РАН.
Под его руководством выполнено и защищено 40 докторских (в том числе А. А. Кубановой) и 72 кандидатские диссертации.
Своим наставником называет академика Ю. К. Скрипкина декан Лечебного факультета РНИМУ им. Н. И. Пирогова д.м.н. Антон Сергеевич Дворников.
Заместитель редактора раздела дерматовенерологии Большой медицинской энциклопедии.
Член редколлегии журнала «Вестник дерматологии и венерологии», председатель Межведомственного совета по дерматологии и венерологии РАМН, член терапевтического экспертного совета ВАК РФ, заместитель председателя диссертационного совета ГУ ЦНИКВИ, председатель учебно-методической комиссии по дерматологии Минздрава РФ. Член Европейской ассоциации дерматологов и венерологов и Американской ассоциации дерматологов и венерологов.
Автор более 600 научных работ, в том числе 18 монографий, 4 учебников, среди которых первый в Советском Союзе учебник «Детская дерматология» (переиздан в 1999 году), «Учебник по кожным и венерическим болезням» (2002), 4-томное руководство для врачей и студентов «Кожные и венерические болезни» (1995). Автор 15 изобретений.
Увлекался шахматами, лыжами и плаванием, неоднократно был участником и призёром институтских и городских соревнований. Член КПСС.
Скончался 29 августа 2016 года. Похоронен в Москве на Хованском кладбище (участок 207б).

## Отличия
- Орден «Знак Почёта» (1986)
- Орден Дружбы народов (1993)
- Медаль «За освоение целинных земель» (1958)
- Медаль «В ознаменование 100-летия со дня рождения Владимира Ильича Ленина» (1970)
- «Ветеран труда»
- «К 850-летию Москвы»
- Заслуженный деятель науки Российской Федерации (30.09.1999)
- Почётный профессор Курского государственного медицинского университета
- «Отличник здравоохранения», «Победитель социалистического соревнования», «За отличные успехи в работе» Министерства высшего и среднего образования СССР
- диплом, 2 серебренныу и 2 бронзовые медали ВДНХ[7]
- грамоты Министерства здравоохранения РСФСР и Всесоюзного общества «Знание»

Почетный член ряда зарубежных обществ дерматологов и венерологов (Венгрии, Польши, Болгарии, Германии, Югославии, Чехословакии, Монголии), Ассоциации иммунологов и аллергологов Чехословакии (общество имени Пуркинье), Казахстана, Узбекистана, Украины, Белоруссии, а также 38 филиалов научных дерматологических обществ России, Молдавии, Таджикистана, Грузии, Азербайджана, Узбекистана.